# 영혼수선공
《영혼수선공》은 2020년 5월 6일부터 2020년 6월 25일까지 방영된 KBS 2TV 수목드라마이다.

## 기획 의도
마음이 아픈 사람을 '치료'하는 것이 아닌 '치유'하는 것이라고 믿는 정신건강의학과 의사들의 이야기를 다룬 마음성형 메디컬 드라마

## 방송 시간
| 방송 채널 | 방송 기간 | 방송 시간                            | 방송 분량                        |
| --------- | --- | ------------------------------------ | -------------------------------- |
| KBS 2TV   | 2020년 5월 6일 ~ 2020년 6월 25일 [1회~32회] (본방송)                                                            | 매주 수요일, 목요일 밤 10:00 ~ 11:10 | 70분 (1회당 35분 / 2회 연속방송) |
| KBS 2TV   | 2020년 5월 7일 ~ 2020년 5월 14일 [1,2회] / [5,6회] (재방송) (《이십세기 힛-트쏭》 결방으로 인한 대체편성)       | 목요일 저녁 8:55 ~ 밤 10:00          | 65분                             |
| KBS 2TV   | 2020년 5월 10일 ~ 2020년 6월 28일 [1회~32회] (UHD 재방송) (화면해설방송)                                        | 매주 일요일 낮 12:10 ~ 오후 2:30     | 140분 (70분+70분)                |
| KBS 2TV   | 2020년 5월 13일 ~ 2020년 7월 1일 [1회~32회] (UHD 재방송) (화면해설방송)                                         | 매주 수요일 오전 11:00 ~ 오후 1:20   | 140분 (70분+70분)                |
| KBS 2TV   | 2020년 5월 21일 ~ 2020년 6월 25일 [9,10회] / [13,14회] / [17,18회] / [21,22회] / [25,26회] / [29,30회] (재방송) | 매주 목요일 오전 11:00 ~ 낮 12:10    | 70분                             |

## 등장인물

### 주요 인물
- 신하균 : 이시준 역 - 30대 후반, 은강병원 정신건강의학과 전문의, 조교수, 세상에 둘도 없는 괴짜 의사
- 정소민 : 한우주 역 (아역 임하비) - 30대 초 중반, “환자이나 환자가 아닌, 연극으로 정신질환자들을 돕는 뮤지컬 배우”. 금방 차가웠다가 금방 뜨거워지고, 감정의 높낮이가 극과 극을 오가는 물과 불의 여자
- 태인호 : 인동혁 역 - 30대 후반, 은강병원 정신건강의학과 조교수, 이시준의 절친한 친구이자 동시에 라이벌. “문제는 마음이 아니라 뇌! 뇌가 마음을 움직인다고 생각하는 의사. 정답은 한 알의 약에 담겨있다고 믿는 정신과 의사.”
- 박예진 : 지영원 역 - 30대 후반, 지영원 정신건강의학과 의원 원장. 시준, 동혁과 친구 사이로 대학 때부터 절친한 관계
- 주민경 : 공지선 역 - 30대 초 중반, 우주의 절친한 친구이자, 식당 공밥집 운영. 은강 병원 전공의인 공지희의 친언니

### 은강병원 사람들
- 정해균 : 박대하 역 - 50대 후반, 정신건강의학과 과장, 정교수. 의사들의 의사. 이시준, 인동혁을 비롯한 레지던트와 인턴들의 스승
- 안동구 : 노우정 역 - 30대 초반, 전공의 레지던트 3년 차 의사. 시준의 팀원
- 박한솔 : 공지희 역 - 20대 후반, 공지선의 동생. 전공의. 레지던트 1년 차. 시준의 팀원
- 하영 : 강누리 역 - 20대 후반, 전공의. 레지던트 2년 차. 동혁의 팀원
- 장유상 : 임세찬 역 - 20대 후반, 전공의. 레지던트 1년 차. 동혁의 팀원
- 박수영 : 오기태 역 - 50대 후반, 은강 병원 진료부원장, 정신건강의학과 정교수, 시준과 대립하는 인물
- 조경숙 : 조인혜 역 - 50대 중 후반, 은강 병원 병원장. 소화기내과 출신
- 박현숙 : 오화영 역 - 정신건강의학과 입원병동 책임간호사
- 김가란 : 장유미 역 - 20대 중 후반, 정신건강의학과 인턴. 동혁의 팀원
- 김강민 : 김영석 역 - 20대 중 후반, 정신건강의학과 인턴. 시준의 팀원
- 최정우 : 이택경 역 - 60대 중후반. 시준의 아버지. 전직 외과 의사

### 그 외 인물
- 박정언 : 판사 역
- 박상훈 : 박루오 역
- 이찬희 : 황민욱 역
- 지주연 : 정세연 역
- 정지순 : 박종우 역 - 공황장애를 앓고 있는 기관사
- 서윤아 : 외상 후 스트레스 장애를 앓고 있는 백홍민의 여동생 역
- 박예영 : 허민영 역 - 은강병원 중환자실 간호사
- 서은아 : 나선경 역 - 은강병원 중환자실 간호사
- 이지수

### 특별 출연
- 위하준 : 오유민 역 - 축구선수, 신체증상장애 환자
- 이성민 : 고재학 역 - 은강병원 응급의학과 전문의
- 진환 : 성민호 역 - 섭식장애(이식증) 환자
- 김동영 : 차동일 역 - 가짜 경찰, 과대망상증 환자
- 이노아 : 황보영 역 - 섭식장애(거식증) 환자
- 송지호 : 신종식 역 - 은강병원 응급의. 도촬사 회원
- 강신일 : 고상모 역 - 국회의원, 틱장애 환자
- 오륭 : 백홍민 역 - 소방대원, 주요우울장애, 외상후 스트레스장애 환자
- 반효정 : 구원숙 역 - 백홍민의 초등학교 은사
- 류시원 : 송민수 역 - 군 부대 중령

## 촬영지
- 가톨릭대학교 은평성모병원
- 유니버설아트센터
- 소바식당

## 시청률
최저 시청률과 최고 시청률은 시청률 조사회사와 지역별로 시청률에 차이가 있을 수 있습니다.
| 2020년 | 2020년   | 2020년         | 2020년         | 2020년       | 2020년 |
| 회차   | 방송일   | TNmS 시청률    | AGB 시청률     | AGB 시청률   |        |
| 회차   | 방송일   | 대한민국(전국) | 대한민국(전국) | 서울(수도권) |        |
| ------ | -------- | -------------- | -------------- | ------------ | ------ |
| 제1회  | 5월 6일  | 4.5%           | 4.7%           | -            |        |
| 제2회  | 5월 6일  | 4.9%           | 5.2%           | 5.6%         |        |
| 제3회  | 5월 7일  | -              | 3.1%           | -            |        |
| 제4회  | 5월 7일  | -              | 4.4%           | 4.8%         |        |
| 제5회  | 5월 13일 | -              | 3.7%           | -            |        |
| 제6회  | 5월 13일 | -              | 3.8%           | -            |        |
| 제7회  | 5월 14일 | -              | 2.2%           | -            |        |
| 제8회  | 5월 14일 | -              | 3.0%           | -            |        |
| 제9회  | 5월 20일 | 2.5%           | 2.3%           | -            |        |
| 제10회 | 5월 20일 | 2.7%           | 2.6%           | -            |        |
| 제11회 | 5월 21일 | %              | %              | %            |        |
| 제12회 | 5월 21일 | %              | %              | %            |        |
| 제13회 | 5월 27일 | %              | %              | %            |        |
| 제14회 | 5월 27일 | %              | %              | %            |        |
| 제15회 | 5월 28일 | %              | %              | %            |        |
| 제16회 | 5월 28일 | %              | %              | %            |        |
| 제17회 | 6월 3일  | %              | %              | %            |        |
| 제18회 | 6월 3일  | %              | %              | %            |        |
| 제19회 | 6월 4일  | %              | %              | %            |        |
| 제20회 | 6월 4일  | %              | %              | %            |        |
| 제21회 | 6월 10일 | %              | %              | %            |        |
| 제22회 | 6월 10일 | %              | %              | %            |        |
| 제23회 | 6월 11일 | %              | %              | %            |        |
| 제24회 | 6월 11일 | %              | %              | %            |        |
| 제25회 | 6월 17일 | %              | %              | %            |        |
| 제26회 | 6월 17일 | %              | %              | %            |        |
| 제27회 | 6월 18일 | %              | %              | %            |        |
| 제28회 | 6월 18일 | %              | %              | %            |        |
| 제29회 | 6월 24일 | %              | %              | %            |        |
| 제30회 | 6월 24일 | %              | %              | %            |        |
| 제31회 | 6월 25일 | %              | %              | %            |        |
| 제32회 | 6월 25일 | %              | %              | %            |        |

## 참고 사항
- 본 작품의 제목으로 사용된 '영혼수선공'이란 자살률이 OECD 국가 중 가장 제일 높은 대한민국에서, '정신건강의학과 의사'라는 직업적 의미보단, '마음의 병을 앓고 있는 환자들을 진료하여, 영혼을 수선해주는 사람'이라는 진정한 의미를 시청자들에게 전달하기 위해, 모든 계층이 누구나 공감할 수 있는 휴먼 메디컬 드라마로 제작한 것이다.[4]
- 수술 장면이 등장하는 여타 의학 드라마와는 달리, 마음의 병을 앓고 있는 환자들을 진료하는 정신건강의학과 의사들의 애틋한 직업관을 연출하면서, 황폐해진 영혼의 상처를 회복시키기 위한 마음성형 메디컬 드라마 '영혼수선공'의 기획 의도는 다음과 같다.

주변에 이런 분들 계실 겁니다.
모든 공을 자기에게 돌리고, 자신이 편할 대로 기억을 왜곡하는 상사.
항상 기분이 좋고 자신감 넘치며 늘 오지랖에 지나친 농담을 퍼붓는 동료.
자의식이 지나치게 고양되어 사회적 유명인사에게 갑자기 전화를 걸거나 대통령에게 편지를 써서 아낌없이 충고하는 어떤 분.
술을 먹지 않으면 대화가 안 된다는 친구.
주변사람들이 네트워크를 형성하여 자신과 타인에게 해치고 시기 질투한다고 생각하는 피해 망상증.
늘 자신의 처지를 주변 상황과 비교하고 평가하는 불안증.
위의 케이스 중 모두 '정신질환' 중 하나라면 믿으시겠습니까?
세상에 정상인은 아무도 없습니다. 기껏해야 아직 진단을 받지 못했을 뿐.
초조, 떨림, 무기력, 가슴 압박감, 위장장애 같은 증상을 동반하는 '공황장애'는 이제 흔한 질병이 되었고,
하루에도 열두번씩 천당과 지옥을 오가는 조울증(양극성 장애).
게임, 도박, 스마트폰, 알코올 중독은 물론,
망상장애나 환청과 환시를 동반하는 조현병은 이제 흔한 질병이 되었습니다.
사이코패스라 불리는 '반사회적 인격장애'는 연쇄 살인범이나 묻지마 살인을 저지르는 흉악범에게만 해당하는 것이 아닙니다.
밤낮없이 자신을 괴롭히는 상사가 있다면, 그는 타인의 감정을 못 느끼는 '사회적 인격장애'일 확률이 가장 제일 높습니다.
마음은 뇌에 있다고 합니다.
그래서 마음이 고장 나면 뇌가 고장 나는 것이므로 정신적으로 피폐해질 만큼 정상적으로 살 수 없습니다.
속된 말로 '미쳤다'라는 걸 의미합니다.
본 드라마는 마음이 아픈 사람들을 치료하는 '정신건강의학과 의사들'의 이야기를 다룬 마음성형 메디컬 드라마입니다.
그 동안 여타 메디컬 드라마에서 볼 수 없었던 '정신건강의학과'를 배경으로 하는 이야기로, 오롯이 정신건강의학과 의사들과 그들이 만나는 환자들이 주인공입니다.
처음 이 드라마는 기획 단계에서 '위로'라는 키워드에서 출발했습니다.
"진정한 행복이란 무엇일까?"
이 질문에 뾰족한 해답을 줄 수 있는 드라마를 만들고 싶었습니다.
사람은 행복이라는 감정을 '가까운 사람과 친밀한 관계를 유지'할 때 느낀다고 합니다.
정신질환은 바로 이런 좋은 관계가 깨지면서부터 시작됩니다.
본 드라마가 깨진 마음을 치료하는 한편의 명약이 되고자 합니다.
행복이란 무엇인가를 묻는, 보다 인간적이고 애틋한 드라마, 인생의 큰 전환점을 제시해 주는 좋은 취지의 드라마가 되고자 합니다.

다양한 환자들의 사례를 통해서 시청자들에게 동병상련의 정을 나누고, 위로할 수 있는 좋은 취지의 드라마가 될 것입니다.— 프로그램 기획서에 기재된 '영혼수선공' 기획 의도 중에서

- 최정우와 신하균은, 영화《고지전》이후 무려 9년 여만에 전격으로 다시 재회하게 되었다.
- 최정우와 유현기 PD는... 주말연속극《내 딸 서영이》를 비롯해... 드라마《최고의 이혼》 그리고... 드라마《영혼수선공》까지 세번째로 의기투합하게 되었다.
- 본방송 시점이 당초 2020년 3월 25일에 방영을 개시할 예정이었지만, 코로나19 확산 문제로 인한 사회적 시국을 고려하여, 2020년 5월 6일부터 방영을 개시했다.[5]
- 본 드라마는 픽션이며, 실제와 관련 없음을 밝힌다.
- 본 화면은 레터박스로 구성되었다.

## 동시간대 드라마
- tvN 수목드라마

《오 마이 베이비》 (2020년 5월 13일 ~ 2020년 7월 2일)
- tvN 목요드라마

《슬기로운 의사생활》 (2020년 3월 12일 ~ 2020년 5월 28일)
- JTBC 수목드라마

《쌍갑포차》 (2020년 5월 20일 ~ 2020년 6월 25일)
- MBC 수목드라마

《꼰대인턴》 (2020년 5월 20일 ~ 2020년 7월 1일)

## 같이 보기
- 대한민국의 텔레비전 드라마 목록 (ㅇ)
- 2020년 대한민국의 텔레비전 드라마 목록